# 红七军二十一师兵工厂遗址
红七军二十一师兵工厂遗址，位于中国广西壮族自治区凤山县袍里乡坡心村三门海国家地质公园燕子洞内，为一个省级文物保护单位，类型为近现代重要史迹及代表性建筑，为第六批广西壮族自治区文物保护单位，公布时间为2009年5月4日。
红七军二十一师兵工厂遗址的历史年代为1930 年。